# Eriopyga monilis
Eriopyga monilis là một loài bướm đêm trong họ Noctuidae.